# Polyphida tenebrosa
Polyphida tenebrosa es una especie de escarabajo longicornio del género Polyphida, tribu Glaucytini, orden Coleoptera. Fue descrita científicamente por Holzschuh en 2005.
La especie se mantiene activa durante el mes de mayo.

## Descripción
Mide 10,3 milímetros de longitud.

## Distribución
Se distribuye por Malasia (Borneo).